# Georgios Papadopulos
Georgios Papadopulos (řecky Γεώργιος Παπαδόπουλος; 5. května 1919, Eleochori – 27. června 1999, Athény) byl řecký generál, hlavní strůjce vojenského puče v Řecku roku 1967 a v letech 1967–1973 diktátor Řecka. Byl tvrdý odpůrce komunismu a pravděpodobně spolupracoval s americkou CIA.

## Životopis
Narodil 5. května roku 1919 na Peloponésu, v achájské vsi Eleochori, nedaleko města Patra. Jeho otec Christos byl učitel a známý politik Georgia Papandreua, který pocházel z nedaleké vesnice Kalentzi. Papadopulos v roce 1940 vystudoval vojenskou vysokou školu v Aténách. V roce 1942 se oženil s Niki Vasiliadisovou, s níž měl dvě děti, Christose a Chrisulu. Později se však s Niki rozvedl a v roce 1969, během své vlády, se oženil s Despinou Gaspariovou, se kterou měl dceru Ypermachiu.

### Kariéra před diktaturou
Papadopulos stál na straně diktátora Ioannise Metaxase a bojoval v bitvě proti italským fašistickým vojskům v Albánii, kterou Řekové vyhráli. Během německé okupace Řecka se Papadopulos nepřidal k osvobozenecké skupině ELAS, protože zde působili i mnozí komunisté. Byl aktivním spolupracovníkem německých okupačních orgánů i gestapa. Po válce se stal členem fašistické protikomunistické organizace, dosáhl hodnosti majora a byl vyškolen americkou CIA. Proti komunismu bojoval i v řecké občanské válce, v níž byly nakonec komunisté poraženi a mnozí z nich byli vyhnáni z Řecka. Papadopulos byl i členem soudu, který odsoudil k smrti zastřelením jednoho z předních řeckých komunistů, Nikose Belojannise. Později byl povýšen na plukovníka. Papadopulos byl také odpůrcem řecké monarchie a vystupoval proti králi Jiřímu. Začátkem 60. let se situace v Řecku vyostřila. Pravicovými rebely byl totiž zavražděn řecký politik Grigoris Lambrakis, což vedlo k rozpoutání nových sporů a odstoupení pravicového politika Konstantinose Karamanlise. Po následujících volbách sestavil vládu představitel centristické strany, Georgios Papandreu (starší), jehož vláda však padla a tak nastoupil premiér Georgios Athanasiadis-Novas, který však byl také nahrazen Ilias Tsirimokosem. Když však padla i jeho vláda, mladý král Konstantin sám vytvořil vládu. To vyvolalo negativní ohlas lidu, proto nastoupila vláda Ioannise Paraskevopulose s tím, že do několika měsíců budou vypsány nové volby. V těchto volbách se předpokládalo vítězství centristy Georgiose Papandreua, ale ten by se musel spojit s levicovou stranou, což se nelíbilo právě Papadopulosovi, který proto zorganizoval vojenský převrat. Papadopulos se spojil s plukovníky Stylianem Pattakosem a Nikolaosem Makarezosem. Ti 21. dubna v noci, týden před volbami, tanky obsadili Atény a zatkli hlavního řeckého generála Grigoriose Spandidakise. V ten den Papadopulos ovládl celé Řecko, obsadil královský palác a zatkl všechny členy vlády. Král Konstantin se nakonec podrobil jeho diktátorskému režimu.

### Diktátor
Papadopulos se následně prohlásil hlavou převratu a tedy vládcem Řecka. Zpočátku však Řecko ovládal prostřednictvím „regenta Řecka“, generála Georgiose Zoitakise, který následně Papadopulose jmenoval premiérem. V roce 1972 se Papadopulos stal regentem a premiérem v jedné osobě. Papadopulos vystupoval jako neomezený diktátor, své oponenty pronásledoval a ukládal jim trest vyhnanství na opuštěný ostrov. Vláda Papadopula však zaznamenala ekonomický úspěch, i díky spolupácii s bohatými občany Řecka, jako byl Aristotelis Onasis či Stavros Niarchos, s nímž vybudovala síť rafinérii. Byl vybudován vyspělý průmysl a podmínky pro turismus. Právě v této době se stalo Řecko oblíbenou destinací Evropanů. Papadopulos prezentoval ideologii národní vlády s tradičními hodnotami založenými na ortodoxním řeckém náboženství. Papadopulos podporoval kulturu, symbolem k jeho režimu loajálních umělců byl hudebník Mikis Theodorakis, nebo režisér Kostas Gavras. Alexandros Panagulis, zastánce tradiční demokracie, se pokusil Papadopulose zavraždit. Nastražil bombu na silnici, po které měla jet Papadopulova limuzína. Tento útok však Papadopulos přežil. Panagulise později zatkli, mučili a odsoudili na smrt, avšak k popravě nedošlo, a tak byl po pádu režimu rehabilitován. V roce 1973 se kvůli evropskému tlaku Papadopulos rozhodl demokratizovat svůj režim. Umožnil větší svobodu projevu a za premiéra jmenoval Spyrose Markezinise, čímž zároveň skončila doba jeho plného despotismu. Měl zájem vytvořit i úřad prezidenta, toto však už nestihl.

### Pád a smrt
17. listopadu 1973 se konal protirežimní protest studentů v Aténách. Protesty byly velké a zemí zmítal chaos. To přivedlo část nejkonzervativnějších sil armády k myšlence odstranit Papadopula a obnovit tvrdou vojenskou diktaturu. Do čela puče se postavil Dimitrios Ioannidis. Vojsko vtrhlo do Papadopulovy vily, zatklo ho. V nastalém zmatku se však Ioannidisovi nepodařilo moc udržet a režim junty definitivně roku 1974 padl. Papadopulos však propuštěn nebyl, naopak byl souzen za zločiny během diktatury. Soud mu udělil trest smrti, trest mu byl ale zmírněn na doživotí. V roce 1990 se řecký premiér Konstantinos Mitsotakis pokusil o udělení amnestie, kterou však vetoval Konstantínos Karamanlís, tehdejší prezident. Papadopulos zemřel 27. června 1999 v nemocnici na rakovinu.